# Pteridologie

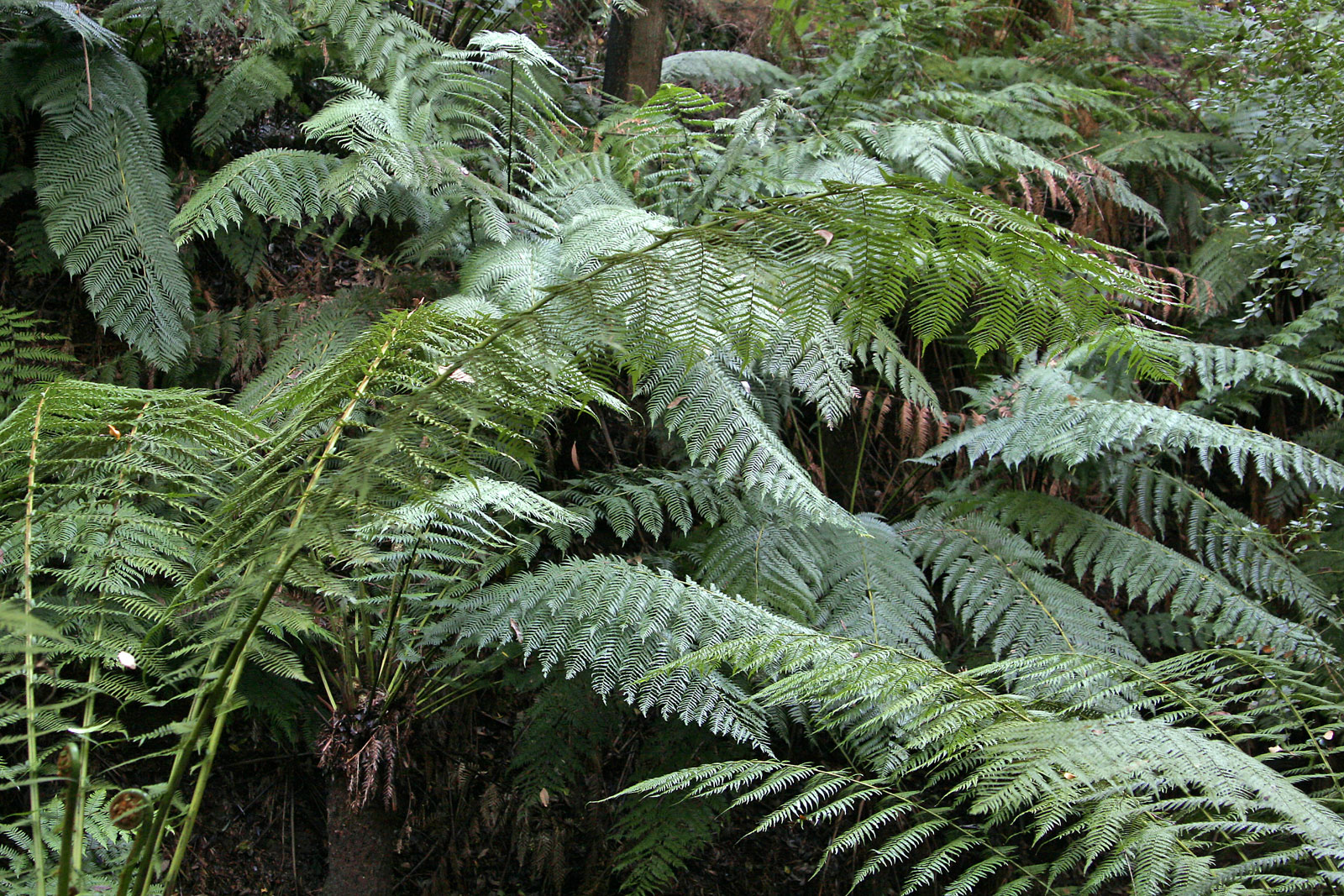
Ferigi

Pteridologia este o ramură a botanicii care studiază ferigile.